# Canthon principalis
Canthon principalis là một loài bọ cánh cứng trong họ Bọ hung (Scarabaeidae).